# 简单英语维基百科
简单英语維基百科（英語：Simple English Wikipedia）是使用基本英語的维基百科版本，是為滿足英語學習者（以英語為外語的學生）及英語教師的需求而開設的。简单英语維基百科的頁面不太複雜，可用於在教室、電腦、或其他地方輕鬆閱讀。非英語的維基百科也可以翻譯該處的文章。2001年9月18日正式啟用，截至2016年7月13日止，創建119,000條目，註冊用戶531,000名，活躍用戶607名。

## 简单英语維基百科的介紹
简单英语維基百科使用比原先英語維基百科較少的字詞及較簡單的語法。兩者的區別不僅於此，简单英语維基百科著重面對那些有特別需求的特別讀者群：學生、兒童、翻译家、學習受障者。
直到原先的英語維基百科有超過15萬項條目，以及其他七種語言的維基百科分別有超過1.5萬項條目，才有人開始在简单英语維基百科大量貢獻。因此，總體上，简单英语的條目是通過概述重點產生的已有條目的簡化作品，而不是重新創作。這樣，简单英语文章很可能是引介複雜英語文章的一個好方法：如果在理解複雜英語的一項概念時有困難，可以退一步來參閱简单英语会更好。

## 简单英语
简单英语很像普通的英語，只是較少的使用不常見辭彙。
條目簡化的建議是，僅使用英語中最常用且基本的1000個字詞，並使用不太複雜的語法結構（如：較短的句子），以合乎標準指引的一個特定語言能力水平。

## 外部連結
- 简单英語維基百科（英文）